# Linea 77
Linea 77 ist eine seit 1993 aktive italienische Crossover-Band aus Venaria Reale. Die Texte sind wechselnd italienisch oder englisch.
Benannt hat sich die Gruppe nach der Buslinie Turins, mit der die Bandmitglieder zu ihrem ersten Proberaum kamen.

## Bandgeschichte
Linea 77 wurde 1993 als Coverband gegründet, wobei sich die Band insbesondere auf Gruppen wie Rage Against the Machine und CCCP konzentrierte.
Nach zwei Demos erschien 1998 in Italien das erste Album Too Much Happiness… Makes Kids Paranoid mit eigenen Stücken. Auf die vorerst nur in Italien bekannte Band wurde das britische Label Earache Records aufmerksam, welches das Debütalbum im Jahr 2000 europaweit auf den Markt brachte und Linea 77 die Möglichkeit zu einer Tour mit earthtone9, Kill II This und Lostprophets gab. Zu Meat wurde der erste Videoclip der Bandgeschichte gedreht, der unter anderem auf MTV zu sehen war.
Die zweite, von Dave Chang produzierte Veröffentlichung Ket.ch.up Sui.ci.de folgte 2001. Mit einer Coverversion des Bangles-Hits Walk like an Egyptian hatte die Band einen weiteren Aufmerksamkeit generierenden Song aufgenommen. Linea 77 spielten im Folgenden als erste italienische Band überhaupt auf dem Reading Festival.
Auf dem 2003 erschienenen Numb waren als musikalische Gäste Subsonica und Roy Paci zu hören. Linea 77 gingen auf eine umfangreiche Tournee durch Belgien, Deutschland, England, Holland und Ungarn. Die Band erhielt eine Nominierung als „Best Italian Act“ bei den MTV Europe Music Awards.
2005 folgte das in Los Angeles aufgenommene und von Dave Dominguez (Papa Roach, Orgy, Adema) produzierte Available for Propaganda. Es stieg direkt in die italienischen Top 10 der Verkaufscharts ein. Es schloss sich erneut eine ausdauernde Konzertreise an, die Linea 77 unter anderem als Vorband von Soulfly nach Bulgarien, Griechenland, Serbien, Slowenien, Tschechien und in die Türkei führte.
Ende Januar 2007 erschien mit Venareal 1995 ein Album mit zwei neuen Songs und dem ersten Demo der Band Ogni cosa al suo posto aus dem Jahr 1995.
Am 8. Februar 2008 veröffentlichte die Band über das Majorlabel Universal Music mit Horror Vacui ihr sechstes Album. Mit Toby Wright, der schon für Bands wie Alice in Chains, Korn und Slayer aktiv war, wurde dabei wieder ein namhafter Produzent verpflichtet. Auf dem Album findet sich eine Kollaboration mit dem langjährigen Linea-77-Fan Tiziano Ferro, die Aufnahmen zu Horror Vacui fanden erneut in Los Angeles statt. Als siebtes Album folgte 2010 erneut über Universal Music der Longplayer 10.
Im Jahr 2013 erschien mit La speranza è una trappola (Part 1) eine EP, 2015 mit Oh! ein weiteres Studioalbum der Band. Veröffentlicht wurden diese über das italienische Independent-Label INRI.

## Stil
Linea 77 verfolgen einen Crossover-Sound, der schon seit den 1990ern großteils als „veraltet“ angesehen wird. So gibt es Vergleiche mit den frühen Deftones, Infectious Grooves, frühen Red Hot Chili Peppers oder System of a Down.
Dabei werden Linea 77 gelegentlich „zerfahrene Songstrukturen“ vorgeworfen, die nicht zuletzt durch immer wieder eingestreute Breaks und die charakteristischen, schnellen Rhythmus- und Stilwechsel aufkommen. Seit dem Album Available for Propaganda (2005) verfolgt die Band einen „nachvollziehbaren und somit auch kommerzielleren“ Weg.

## Diskografie

### Alben
- Ogni cosa al suo posto (1995, Demo in Eigenregie)
- Kung fu (1997, Demo über Dracma Records)
- Too Much Happiness… Makes Kids Paranoid (1998 über Collapse Records; 2000 Re-Release über Earache Records)
- Ket.ch.up Sui.ci.de (2000, Earache Records)
- Numb (2003, Earache Records; später als limitierter Re-Release mit Bonus-Live-DVD)
- Available for Propaganda (2005, Earache Records)
- Venareal 1995 (2007, Kompilationsalbum über Earache Records)
- Horror Vacui (2008, Universal Music)
- 10 (2010, Universal Music)
- Live 2010 (2011, Livealbum im Selbstvertrieb)
- La speranza è una trappola (Part 1) (2013, EP über INRI)
- Oh! (2015, INRI)

### Videoalben
- Numbed (2004, Earache Records)

### Sonstige Beiträge
- Inno all'odio auf dem Soundtrack zu FIFA 06